# Novella Calligaris
Novella Calligaris (Padova, 27 dicembre 1954) è un'ex nuotatrice e giornalista italiana.
È stata la prima fra le atlete e gli atleti italiani a vincere una medaglia olimpica nel nuoto e a stabilire un primato mondiale, negli 800 m stile libero.

## Biografia

### Carriera sportiva
Comincia a nuotare giovanissima, e ottiene i primi successi e il suo primo titolo italiano a soli tredici anni, nel 1968. La sua corporatura minuta (1,67 m di altezza per 48 kg di peso) dovrebbe svantaggiarla, ma sopperisce con una tecnica natatoria eccellente e con un carattere grintoso e determinato, portata al successo da Costantino Dennerlein detto "Bubi". Nelle gare italiane non ha avuto in carriera nessuna seria concorrenza, vincendo titoli a un ritmo che non s'era mai visto prima: 10 nel 1969, 13 nel 1970, 14 nel 1971 e nel 1972 e 13 nel 1973.
Sempre nel 1968, il 21 luglio a Malaga stabilisce il suo primo primato italiano negli 800 m stile libero. Da allora a fine carriera si è migliorata oltre 80 volte; è stata primatista in tutte le distanze dello stile libero dai 100 ai 1500 m per quasi tre anni dal 1970 al 1973, inoltre ne ha migliorati nei 200 m farfalla, nei 200 e 400 m misti lo è stata dal 1970 al 1978, e in nazionale nelle staffette 4 × 100 m stile libero e mista.

#### I primi anni con la nazionale
Ha esordito in nazionale maggiore al torneo "Sei Nazioni" di Stoccarda dell'aprile 1968. In seguito è stata convocata per i Giochi olimpici di Città del Messico, dove come stileliberista ha nuotato 200, 400 e 800 m. A 14 anni ottiene il primo record europeo ai campionati italiani estivi dell'agosto 1969; pochi giorni dopo partecipa ai campionati europei giovanili di Vienna dove vince le sue prime medaglie, bronzo nei 400 e argento negli 800 m stile libero. Poche settimane dopo è ancora primatista europea nei 1500 m, risultato stabilito a Roma. L'anno dopo ai campionati europei di Barcellona nuota nelle finali di 200, 400, 800 e 4 × 100 m stile libero, vincendo il bronzo negli 800. È la prima medaglia conquistata da una nuotatrice italiana ai Campionati europei di nuoto.
Nel 1971 ha migliorato i primati europei nei 400, 800 e 1500 m stile libero avendo la concorrenza in quelle gare delle nuotatrici olandesi e di quelle della Germania est. Ad ottobre partecipa ai Giochi del Mediterraneo di Smirne vincendo ori nei 200 m misti, nei 400 m e nella staffetta 4 × 100 m stile libero più un argento nei 100 m stile libero.

#### 1972 - 1973: i Giochi olimpici e i campionati mondiali

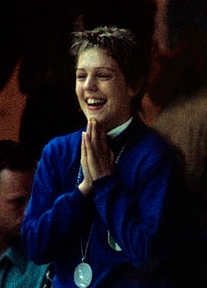
Novella Calligaris nel 1972

Ai Giochi olimpici di Monaco di Baviera del 1972 conquista le prime medaglie olimpiche in assoluto del nuoto italiano, sia femminile che maschile: il 30 agosto nei 400 m stile libero in batteria ha il miglior tempo con 4'24"14 e si supera nella finale in cui arriva seconda in 4'22"44, preceduta da Shane Gould; il 31 agosto nuota nei 400 m misti le batterie e la finale arrivando terza in 5'03"99; il 2 settembre nuota la batteria degli 800 m stile libero col secondo miglior tempo di 9'02"96 e il giorno dopo giunge terza in finale con 8'57"46. Tutti i tempi citati in questo paragrafo sono anche primati europei. I successi olimpici la renderanno popolare al grande pubblico, ma la sua carriera non si ferma lì.
Ad aprile del 1973. la nazionale partecipa alla prima coppa latina dove Novella vince sei ori, ma l'appuntamento più importante dell'anno sono, all'inizio di settembre, i primi campionati mondiali di nuoto, pallanuoto, tuffi e nuoto sincronizzato di Belgrado. Calligaris inizia il 4 con i 200 m misti: terzo tempo in batteria, in finale è superata per il podio dalla statunitense Kathy Heddy, 2'23"842 contro 2'24"075 (in questi campionati i tempi sono presi al millesimo di secondo). Ha sofferto per un ascesso ad un dente nella notte tra il 5 e il 6 prima della gara dei 400 m misti: nonostante ciò ha nuotato il secondo tempo in batteria e in finale ha vinto la medaglia di bronzo con 5'02"029. Il giorno dopo nuota i 400 m stile libero arrivando ancora sul podio, terza in 4'21"798, primato europeo. Finalmente il 9 settembre 1973, nella gara degli 800 m stile libero, Novella stacca tutte le rivali e diventa campionessa, battendo il record del mondo con il tempo di 8'52"973.

#### Il ritiro e attività sportive successive
Nel 1974 nuota in primavera ancora la coppa latina vincendo cinque gare, quindi ai campionati europei ottiene una medaglia di bronzo nei 400 m stile libero e una d'argento negli 800 m, ultimi successi di una carriera che conclude quell'anno non ancora ventenne. Nella sua pur breve carriera agonistica la Calligaris ha vinto anche 71 titoli italiani nel nuoto e battuto, oltre al primato del mondo degli 800 m stile libero, 21 europei.
La prima atleta italiana a vincere una medaglia mondiale dopo Calligaris è stata Lorenza Vigarani ai mondiali di Roma del 1994; è stata la sola donna italiana ad ottenere medaglie olimpiche nel nuoto fino alla medaglia d'argento conquistata da Federica Pellegrini ad Atene 2004 nei 200 m sl. Dopo il ritiro dall'attività agonistica ha ricoperto incarichi nel CONI e in altre federazioni sportive.
Nel 1986 è stata inserita nella International Swimming Hall of Fame, la Hall of Fame internazionale del nuoto. Il 26 febbraio 2006 è stata una degli otto atleti italiani portatori della bandiera olimpica nel corso della Cerimonia di chiusura dei XX Giochi olimpici invernali Torino 2006.
Nel 2023, a 68 anni, attraversa a nuoto lo Stretto di Messina.

### Vita pubblica
Dopo la carriera sportiva, nel 1975 inizia l'attività giornalistica, venendo chiamata da Mario Gherarducci a collaborare al Corriere della Sera. Un anno dopo Tito Stagno la fece passare in Rai; dagli anni 2000 collabora con Rai News 24, occupandosi di eventi sportivi e di varie rubriche di cultura e politica sportiva.
Nelle elezioni politiche del 1994 si è candidata alla Camera dei deputati nelle liste proporzionali della Liguria per il Patto Segni, senza tuttavia risultare eletta.

## Curiosità
- Novella Calligaris viene citata (insieme al papa Giovanni Paolo II) nel brano Ping Pong di Rino Gaetano, tratto dal suo ultimo LP E io ci sto (1980).

## Palmarès
nota: RM= record mondiale; RE= record europeo
| Giochi olimpici                       | 200 m st. libero         | 400 m st. libero         | 800 m st. libero          | 200 m misti | 400 m misti         | 4×100 m stile libero |
| 1968 Città del Messico Messico        | elim. in batteria 2'26"3 | elim. in batteria 4'59"4 | elim. in batteria 10'21"0 | ---         | ---                 | ---                  |
| 1972 Monaco di Baviera Germania Ovest | ---                      | Argento 4'22"44 - RE     | Bronzo 8'57"46 - RE       | ---         | Bronzo 5'03"99 - RE | ---                  |
| Campionati del mondo                  | 200 m st. libero         | 400 m st. libero         | 800 m st. libero          | 200 m misti | 400 m misti         | 4×100 m stile libero |
| 1973 Belgrado Jugoslavia              | ---                      | Bronzo 4'21"798 - RE     | Oro 8'52"973 - RM         | 4ª 2'24"075 | Bronzo 5'02"029     | ---                  |
| Campionati europei                    | 200 m st. libero         | 400 m st. libero         | 800 m st. libero          | 200 m misti | 400 m misti         | 4×100 m stile libero |
| 1970 Barcellona Spagna                | 7ª 2'14"9                | 5ª 4'39"7                | Bronzo 9'38"8             | ---         | ---                 | 7ª - 4'10"9 :        |
| 1974 Vienna Austria                   | ---                      | Bronzo 4'22"92           | Argento 8'57"93           | ---         | 4ª 5'08"20          | ---                  |
| Giochi del Mediterraneo               | 100 m st. libero         | 400 m st. libero         | 800 m st. libero          | 200 m misti | 400 m misti         | 4×100 m stile libero |
| 1971 Smirne Turchia                   | Argento 1'02"0           | Oro 4'37"2               | ---                       | Oro 2'33"9  | ---                 | Oro: 4'17"4 :        |
| Europei giovanili                     | ---                      | 400 m st. libero         | 800 m st. libero          | ---         | ---                 | ---                  |
| 1969 Vienna Austria                   | ---                      | Bronzo 4'42"2            | Argento 9'36"9            | ---         | ---                 | ---                  |

### Altri risultati
Coppa latina (vengono elencate solo le gare individuali)
- 1973: Rio de Janeiro,  Brasile

200 m stile libero: oro, 2'12"60
400 m stile libero: oro, 4'37"25
800 m stile libero: oro, 9'23"28
200 m farfalla: oro, 2'28"8
200 m misti: oro, 2'30"38
400 m misti: oro, 5'14"63
- 1974: Marsiglia,  Francia

200 m stile libero: argento, 2'10"61
400 m stile libero: oro, 4'28"86
800 m stile libero: oro, 9'09"10
200 m misti: oro, 2'28"00
400 m misti: oro, 5'10"86

### Campionati italiani
71 titoli individuali, così ripartiti:
- 7 nei 100 m stile libero
- 11 nei 200 m stile libero
- 13 nei 400 m stile libero
- 11 negli 800 m stile libero
- 2 nei 200 m dorso
- 7 nei 200 m farfalla
- 10 nei 200 m misti
- 10 nei 400 m misti

| Anno | Edizione    | st.libero 100 m | st.libero 200 m | st.libero 400 m | st.libero 800 m | dorso 200 m | farfalla 100 m | farfalla 200 m | misti 200 m | misti 400 m | st.libero 4×100 m | mista 4×100 m |
| ---- | ----------- | --------------- | --------------- | --------------- | --------------- | ----------- | -------------- | -------------- | ----------- | ----------- | ----------------- | ------------- |
| 1968 | Primaverili | -               | -               | 1               | 2               | -           | -              | -              | -           | -           | -                 | -             |
| 1968 | Estivi      | -               | 3               | 1               | 1               | -           | -              | -              | -           | -           | -                 | -             |
| 1969 | Primaverili | -               | 1               | 1               | 1               | -           | -              | -              | -           | -           | -                 | -             |
| 1969 | Estivi      | 1               | 1               | 1               | 1               | -           | -              | 1              | 1           | 1           | -                 | -             |
| 1970 | Primaverili | 1               | 1               | 1               | 1               | -           | -              | 1              | 1           | 1           | 3                 | -             |
| 1970 | Estivi      | 1               | 1               | 1               | 1               | -           | -              | -              | 1           | 1           | -                 | -             |
| 1971 | Primaverili | 1               | 1               | 1               | 1               | 1           | -              | -              | 1           | 1           | 2                 | -             |
| 1971 | Estivi      | 1               | 1               | 1               | 1               | -           | -              | 1              | 1           | 1           | 3                 | -             |
| 1972 | Primaverili | 1               | 1               | 1               | 1               | -           | -              | 1              | 1           | 1           | -                 | -             |
| 1972 | Estivi      | 1               | 1               | 1               | 1               | -           | -              | 1              | 1           | 1           | -                 | -             |
| 1973 | Primaverili | 2               | 1               | 1               | 1               | -           | 2              | 1              | 1           | 1           | -                 | 3             |
| 1973 | Estivi      | 2               | 1               | 1               | 1               | 1           | 2              | 1              | 1           | 1           | -                 | -             |
| 1974 | Primaverili | -               | 1               | 1               | -               | -           | -              | 2              | 1           | 1           | -                 | -             |

## Riconoscimenti
- Medaglia d'Oro al Valore Atletico nel 1973[3]
- Nel maggio 2015, una targa a lei dedicata fu inserita nella Walk of Fame dello sport italiano a Roma, riservata agli ex-atleti italiani che si sono distinti in campo internazionale.[4][5]